# IC 2515
IC 2515 је спирална галаксија у сазвјежђу Мали лав која се налази на листи објеката дубоког неба у Индекс каталогу.
Деклинација објекта је + 37° 24' 30" а ректасцензија 9h 54m 39,4s. Привидна величина (магнитуда) објекта IC 2515 износи 14,4 а фотографска магнитуда 15,2. IC 2515 је још познат и под ознакама UGC 5321, MCG 6-22-27, CGCG 182-33, IRAS 09516+3738, PGC 28581.